# SS George Washington
O SS George Washington foi um transatlântico construído em 1908 pela companhia naval alemã Norddeutscher Lloyd e nomeado em homenagem a George Washington, o primeiro presidente dos Estados Unidos. O navio também era conhecido como USS George Washington (ID-3018) e USAT George Washington quando em serviço pela Marinha e pelo Exército dos Estados Unidos, respe(c)tivamente, durante a Primeira Guerra Mundial. No período entre guerras, ele foi rebatizado com seu nome original, SS George Washington.